# Damir Polić
Damir Polić (Split, 3. travnja 1953.), hrvatski vaterpolist, osvajač srebrne medalje na Olimpijskim igrama u Moskvi 1980. godine.
U vaterpolskom klubu POŠK Split počeo igrati 1966. godine. U razdoblju od 1969. do 1984. igrao za prvu ekipu POŠK Split, bio i kapetan momčadi.
Klub je u tom razdoblju dva puta osvojio 2. mjesto u jugoslavenskoj ligi, četiri puta 3. mjesto. Osvojili su dva Kupa Jugoslavije 1980. i 1982, dva europska Kupa pobjednika kupova 1981. i 1983, te europski Superkup 1983. godine. Postigao je više od 1300 golova.
Nastupao je za reprezentaciju Jugoslavije u periodu od 1973. do 1981. godine, ukupno 378 nastupa i 897 golova. Sudionik je Olimpijskih igara 1976. godine u Montrealu i 1980. godine u Moskvi gdje je osvojio srebrnu olimpijsku medalju, dok su u Montrealu „plavi“ bili peti. Na prvenstvima Europe, Polić je osvojio broncu 1974. u Beču i srebro 1977. u Jenčepingu. Ima i dvije brončane medalje sa Svjetskih prvenstava 1973. u Beogradu te s onog 1978. u Berlinu. Na Mediteranskim igrama u Splitu 1979. godine osvojena je zlatna medalja, a četiri godine ranije, 1975. u Tunisu, srebrna.
Kao vaterpolo trener, vodio je talijanske klubove Cataniu, Volturno i Cosenzu, te svoj matični klub POŠK.